# Prosoplus grisescens
Prosoplus grisescens là một loài bọ cánh cứng trong họ Cerambycidae.